# Hägglund XM 72
Die Hägglund XM 72 ist ein Motorrad des schwedischen Herstellers Hägglund & Söner, das von 1973 bis 1977 gebaut und an die schwedischen Streitkräfte ausgeliefert wurde. Ab 1974 wurde eine zivile Version angeboten.
Der Prototyp der Hägglund XM 72 hatte einen  Zweitaktmotor von Sachs mit 293 cm³ Hubraum, der über ein automatisches stufenloses Keilriemengetriebe und eine Kardanwelle im einseitigen Schwingenarm das Hinterrad antrieb. Der Rahmen bestand aus einem Stahlblech-Monocoque, das Vorderrad wurde in einer einarmigen geschobenen Kurzschwinge geführt. Die Räder waren vorne und hinten gleich groß und untereinander austauschbar.
Das Serienmodell der Hägglund hatte eine Teleskopgabel, einen Einzylinder-Zweitaktmotor mit 345 cm³ Hubraum, 76 mm Bohrung und Hub (Hubverhältnis = 1, „quadratische Auslegung“), der von Rotax geliefert wurde. Die Leistung betrug 24 PS (18 kW) bei 5.300/min und ermöglichte dem 135 kg leichten Motorrad eine Höchstgeschwindigkeit von 120 km/h.